# 张山拊
张山拊（?—?），西汉儒学学者。字长宾，右扶風平陵（今陕西省咸阳市西北）人。
张山拊跟随大儒夏侯建（小夏侯）学习《书经》。漢宣帝时，张山拊担任博士，参见石渠阁会议讨论经书，官至少府。张山拊教授的弟子有李寻、郑宽中（字少君，官至光祿勳）、張無故（字子儒，山陽郡人，著《章句》，官至廣陵太傅）、秦恭（字延君，信都郡人，官至城陽內史）、假倉（字子驕，陳留郡人，官至謁者、膠東相）。

## 延伸阅读
[在维基数据编辑]
 《漢書·卷088》，出自班固《漢書》